# دوغلاس ويلكي
دوغلاس ويلكي (بالإنجليزية: Douglas Wilkie)‏ هو صحفي أسترالي، ولد في 1909، وتوفي في 10 أبريل 2002.